# Idaea iridaria
Idaea iridaria är en fjärilsart som beskrevs av William Schaus 1901. Idaea iridaria ingår i släktet Idaea och familjen mätare. Inga underarter finns listade i Catalogue of Life.